# Me Leva (canção)
"Me Leva" é uma canção do artista musical brasileiro Latino, considerada uma de suas mais famosas. Foi inserida em seu álbum de estreia, Marcas de Amor (1994). Lançada em 1993, foi o primeiro grande hit do cantor e esteve no topo das paradas do ano seguinte, impulsionando as vendas do álbum.